# Faseroptischer Nano-Temperatursensor
Faseroptische Nano-Temperatursensoren gehören einer speziellen Gattung von faseroptischen Sensoren an. Der Unterschied liegt in der Herstellungsweise. Faseroptische Temperatursensoren verwenden in der Regel speziell präparierte Glasfaserenden. An diesen Faserenden befinden sich z. B. miniaturisierte englisch Fabry Perrot Cavities, Halbleiterchip aus Galliumarsenid (GaAs) mit Bragg-Gitter. Bei den faseroptischen Nano-Temperatursensoren hingegen wird nanoskaliertes GaAs-Pulver in Klebstoff gebunden und ersetzt den bisherigen GaAs-Chip. Durch Lichtstreuung der Partikel ist die optische Antwort ähnlich der des Kristalls. Die Sensoren werden durch diese spezielle Herstellungsweise deutlich robuster.

## Herstellung

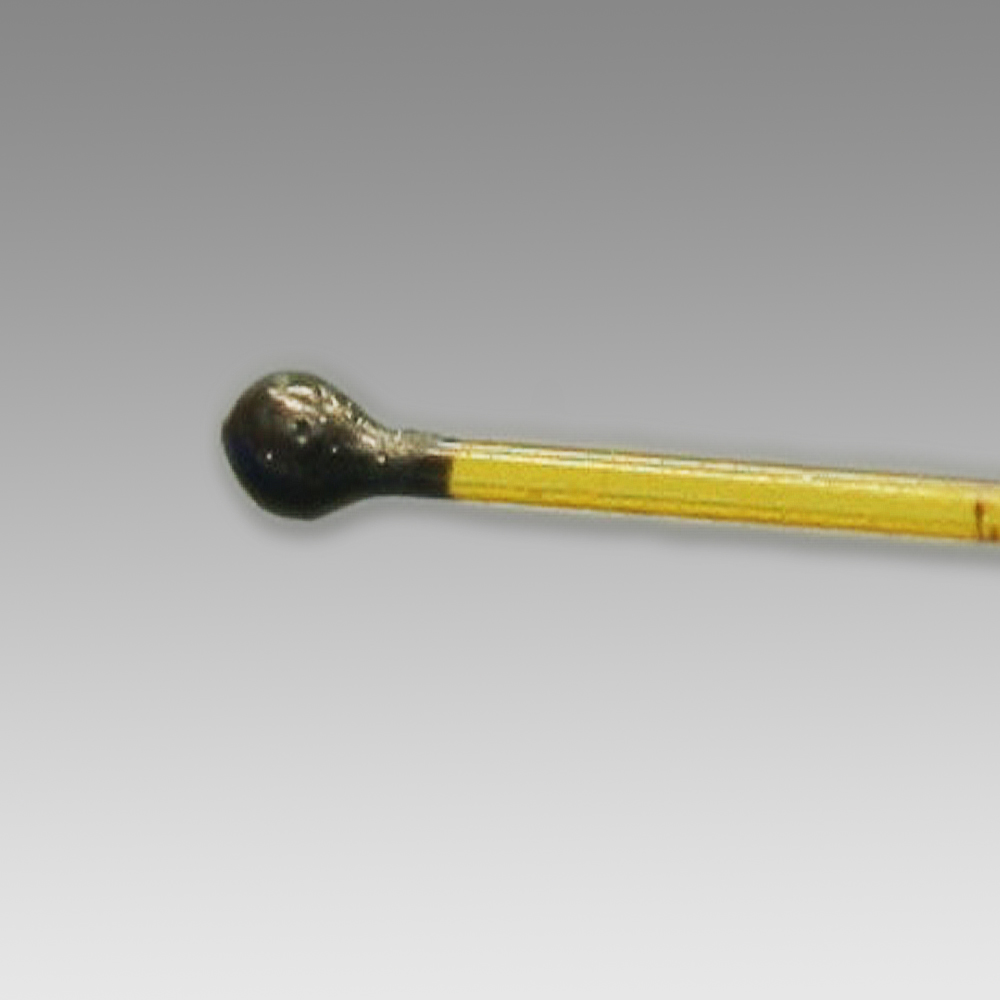
Nano-Temperatursensor

Die Galliumarsenidkristalle werden zu einem Pulver verarbeitet. Die zur Faserherstellung benötigte Glasfaser wird zunächst aufbereitet. Dazu muss die Faser abisoliert, auf Wunschlänge gekürzt und am Faserende abgeschliffen werden. Die Endfläche wird anschließend genau inspiziert. Die Faserendfläche muss gleichmäßig sein und darf keine Risse, Sprünge oder Ausplatzungen aufweisen. Als Klebstoff kann beispielsweise Epoxidharz zum Einsatz kommen. Das Galliumarsenidpulver wird zunächst im Klebstoff gelöst. Anschließend wird die Faserendfläche in das Klebstoffgemisch gedrückt.

## Aufbau & Messprinzip
Die Nano-Temperatursonden bestehen aus einer mit Teflon ummantelten Glasfaser, die an der Faserspitze mit einem Tropfen aus Galliumarsenid versehen sind. Die Sensoren sind vollständig nicht-metallisch. GaAs wird ab einer Lichtwellenlänge von 850 nm optisch durchlässig. Die Lage der Bandkante ist temperaturabhängig und verschiebt sich um 0,4 nm/Kelvin. Das dazugehörige Messgerät enthält eine Lichtquelle und eine Einrichtung zur spektralen Detektion der Position der Bandkante. Dadurch kann die Temperatur sehr präzise bestimmt werden.

## Anwendungsgebiete

### Medizinische Anwendungen

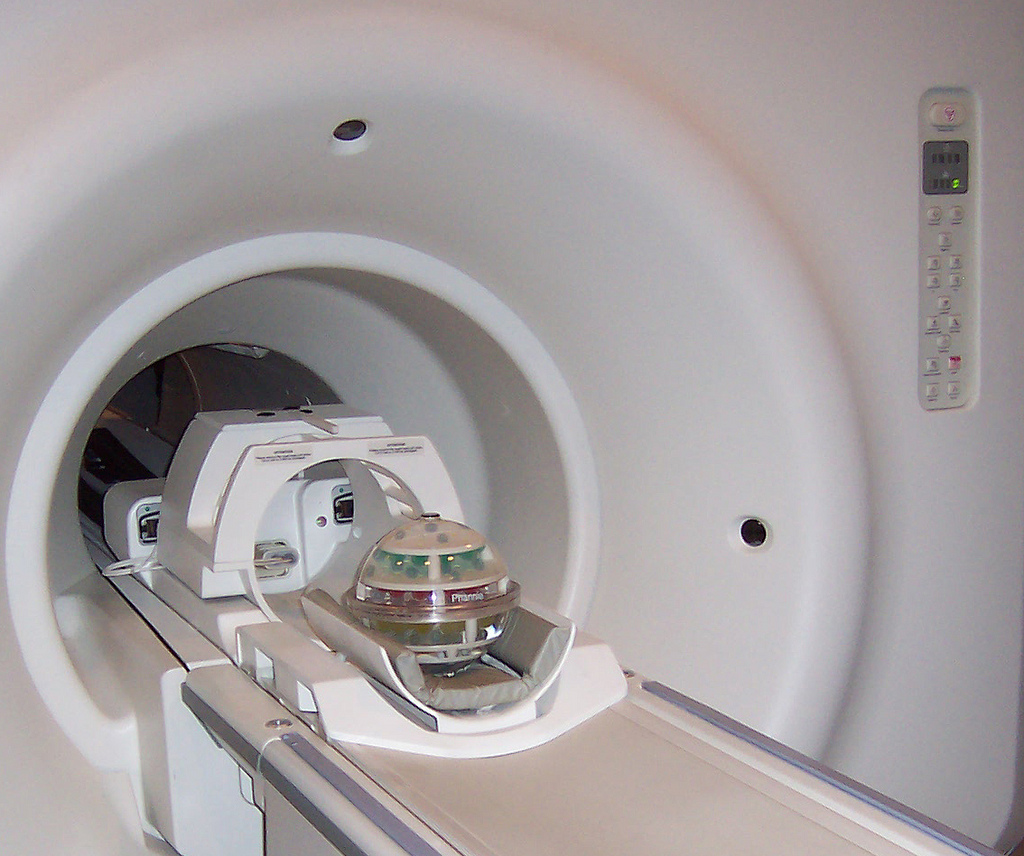
MRI-Tomograph

Temperaturmessungen in Kernspintomographen gestalten sich sehr schwierig. Dort herrschen magnetische Flussdichten von einigen Tesla, und metallische Sensoren führen zu Fehlern in der Bildgewinnung. Für spezielle Krebstherapien sind Nano-Temperatursonden mit Durchmessern von 0,5 mm verfügbar. Diese können minimalinvasiv zur Überwachung der Gewebetemperatur verwendet werden. Gesundes Gewebe soll durch die Einwirkung elektromagnetischer Felder nicht über 40° Celsius erwärmt werden, während karzogenes Gewebe durch höhere Temperaturen denaturiert. Andere Anwendungsfelder dieser Messtechnik liegen in der Lasertherapie. Durch ein Endoskop wird Laserenergie eingekoppelt und die Temperatur am Therapieort mit einer faseroptischen Nanosonde gemessen.

### Mikrowellen und HF-Umgebungen
Chemische Aufschlüsse unter Druck und Temperatur zur Bestimmung von Spuren und Ultraspuren in nachgelagerten Analyseverfahren oder Synthesen unter schonenden Bedingungen werden zunehmend in mit Mikrowellen beheizten Apparaturen durchgeführt. So wurde festgestellt, dass bei bestimmten Druck- und Temperaturverhältnissen die Ausbeute bzw. Effizienz bei Extraktions- oder Aufschlussverfahren erheblich verbessert werden konnte. Faseroptische Nano-Temperatursensoren sind fast die einzige Möglichkeit, in der Mikrowellenchemie Prozesse temperaturmäßig zu steuern.
Denn sie bieten eine vollständige Immunität gegenüber HF- und Mikrowellen-Strahlung. Die Sensoren sind durch ihr spezielles Herstellungsverfahren ausgelegt, um auch rauen und aggressiven Umgebungen standzuhalten.

### Generator und Transformator

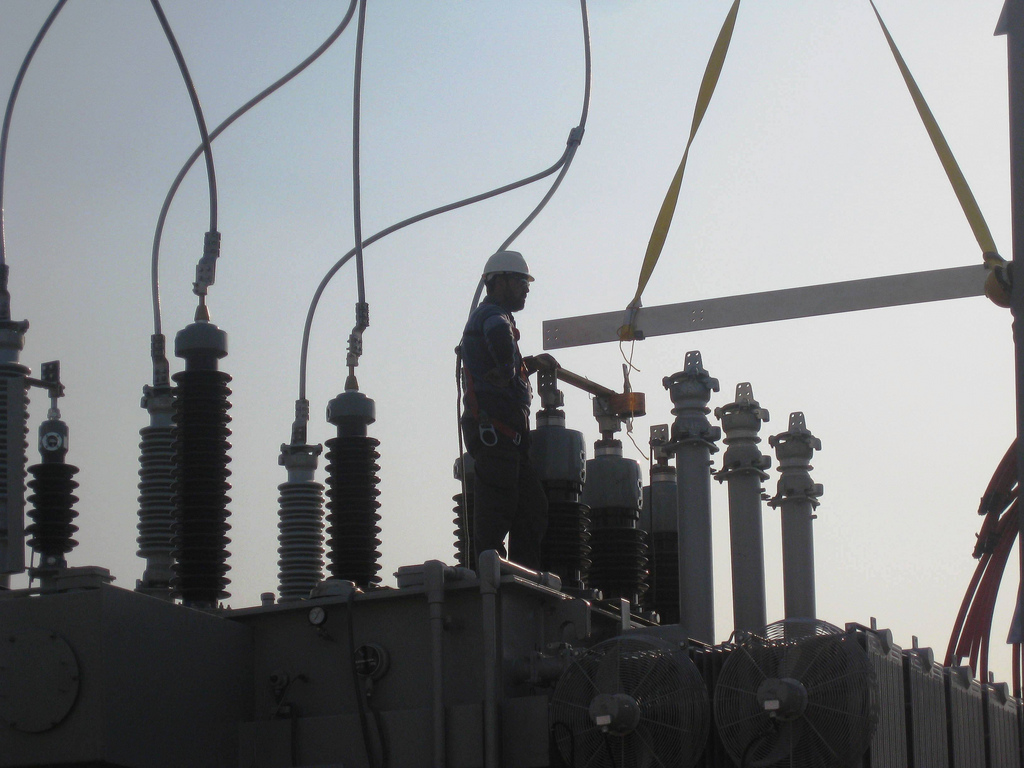
Transformator/Generator

Um die Betriebssicherheit in elektrischen Netzen zu gewährleisten, gehen die Betreiber zunehmend dazu über, an kritischen Stellen in Turbogeneratoren und Leistungstransformatoren die Temperatur zu messen. Hochleistungsgeneratoren sind oft zwecks effektiver Kühlung mit Wasserstoff gefüllt. Faseroptische Nano-Temperatursensoren sind in der Lage, in ölgefüllten Transformatoren eine präzise Temperaturmessung zu gewährleisten.